# Henri-Georges Adam
 Henri-Georges Adam  (* 14. Januar 1904 in Paris; † 27. August 1967 in Perros-Guirec, Bretagne) war ein französischer Hochschullehrer, Maler, Grafiker, Bildhauer und Gestalter von (meist) monumentalen Bildteppichen. Man rechnet ihn der École de Paris zu.

## Leben und Werk
Henri-Georges Adam, Sohn einer Bretonin, verbrachte die Sommer seiner Kindheit und Jugend im bretonischen Saint-Malo und dessen Vorort Saint-Servan. Nach dem Besuch einer Uhrmacherschule begann er 1918, in der Werkstatt seines Vaters zu arbeiten, der einen Betrieb als Juwelier und Goldschmied im Pariser Viertel Marais unterhielt.
Ab 1925 besuchte Adam Abendkurse an einer Zeichenschule im Viertel Montparnasse und begann 1926 Zeichenlehrer bei der Stadt Paris zu arbeiten.
Ab 1928 fertigte er satirische Zeichnungen und politische Karikaturen. Waldemar George schrieb 1968 über ihn: „Sein zynischer und apokalyptischer Spottgeist ist von derselben Natur wie jener von Rouault, der Misere und Krieg illustriert. Als Anarchist und pazifistischer Antimilitarist wirft Adam alle Tabus um. Er macht sich über die Mythen des Vaterlandes, über die Familie und die Religion lustig.“
Ab 1934 schuf Adam Kupferstiche und Radierungen und arbeitete ab 1936 an einem expressionistischen Zyklus mit Kupferstichen, in dem er sich thematisch mit den Katastrophen des Krieges (speziell des spanischen Bürgerkriegs) auseinandersetzte. Adam trat 1936 der Vereinigung revolutionärer Schriftsteller und Künstler (AEAR) bei. Er verkehrte in den Kreisen surrealistischer Künstler wie André Breton, Louis Aragon und Paul Éluard und nahm zusammen mit Pablo Picasso, Henri Matisse, Georges Rouault, Raoul Dufy, Fernand Léger, Marc Chagall, Chaïm Soutine, Ossip Zadkine, Roger Bissière und Édouard Pignon an einer Gruppenausstellung im Théâtre de l’Alhambra teil.
1939 wurde er zum Kriegsdienst eingezogen und in deutscher Kriegsgefangenschaft als Hilfskrankenpfleger (bis 1940) in das Saint-Jacques-Krankenhaus von Besançon versetzt. Er fertigte dort zahlreiche Zeichnungen von verletzten Soldaten an.
Ab 1942 begann Adam mit der Bildhauerei. Im Oktober 1943 war er zusammen mit Gaston Diehl, Léon Gischia, Jean Le Moal, Alfred Manessier, Edouard Pignon und Gustave Singier einer der fünfzehn Gründer des Künstlerforums Salons de Mai. Im selben Jahr schuf er Dekors, Kostüme, Masken und zwei Statuen mit einer Höhe von vier Metern für eine Aufführung von Die Fliegen von Jean-Paul Sartre.
Adam verband eine Freundschaft mit Pablo Picasso, der ihm seine Werkstatt an der Rue des Grands-Augustins zur Verfügung stellte, in der er von 1948 bis 1950 arbeitete.
Ab 1947 begann er mit der Schaffung von schwarz-weißen Tapisserien und schließlich mit schwarz-weißen abstrakten Bildteppichen, für die er eine eigene Herstelltechnik entwickelte. Im Jahr 1952 fand eine erste Retrospektive seines Gesamtwerks in Paris statt.
Von 1950 bis 1955 war Adam als Zeichenlehrer an der Kunstschule im Vorort Antony tätig, die heute seinen Namen trägt. Im Jahr 1955 wurde eine Retrospektive seines Werkes im Amsterdamer Stedelijk Museum organisiert.
Adam schuf in den Jahren 1956 und 1957 eine seiner bekanntesten Kupferstichserien über das Spiel des Meeres und des Sandes und die Schattierungen des Granits von Penmarch in der Bretagne. 1957 stattete er die französische Botschaft in Washington mit Tapisserien aus, arbeitete 1958 für das Hauptgebäude der UNESCO in Paris und 1961 für die Agentur der Air France in New York. Nach einem Monument für den Unbekannten politischen Gefangenen im Jahr 1951 folgte Le Signal, das 1961 auf dem Vorplatz des Museums von Le Havre installiert wurde.
Es folgten ab 1962 zahlreiche monumentale Skulpturen, darunter u. a. der Weiße Schwan für das Gymnasium Charlemagne in Vincennes (1962), der schräge Obelisk (1962) für den Pavillon Frankreichs bei der Expo 1967 in Montreal, einige Skulpturen und Tapeten für die Kirche von Moutier (Schweiz), eine Mauer von 22 Meter Länge und das „Blatt“ für das Gymnasium von Chantilly (1965), Skulpturen für La Flèche (1965), Vichy (1960–1966) und für das Haus der Kultur von Thonon (1966), ein Brunnen für die Stadt Bihorel (1966), ein Minotaurus für Segré (1967), den Granitvogel und die große Konferenztafel für das Technische Gymnasium von Saint-Brieuc (1967).
Adam wurde 1959 zum Professor für Kupferstich und anschließend zum Leitenden Professor der Skulpturen-Werkstatt der École nationale supérieure des beaux-arts de Paris ernannt.
Seine Werkstätten befanden sich in der Nähe von Montlhéry, südwestlich von Paris. Zahlreiche Ausstellungen seines Werkes fanden in französischen und europäischen Museen statt. 1959 war er Teilnehmer der documenta 2 in Kassel. Eine weitere Retrospektive seines Werkes fand 1966 im Musée National d’Art Moderne von Paris statt.
Henri-Georges Adam erlag im Alter von 63 Jahren einem Herzinfarkt. Er wurde auf dem Friedhof am Mont-Saint-Michel bestattet, der das Bildthema seiner letzten Tapisserie war.